# 文县黄耆
文县黄耆（学名：Astragalus wenxianensis）是豆科黄芪属的植物，为中国的特有植物。分布在中国大陆的甘肃、四川等地，生长于海拔500米至1,500米的地区，一般生长在河边和路旁草地，目前尚未由人工引种栽培。